# Keshav Maharaj
Keshav Atmanand Maharaj (* 7. Februar 1990 in Durban, Südafrika) ist ein südafrikanischer Cricketspieler, der seit 2017 für die südafrikanische Nationalmannschaft spielt.

## Kindheit und Ausbildung
Die Vorfahren von Maharaj wanderten 1874 von Indien nach Südafrika ein. Sein Vater war selbst Cricketspieler. Maharaj besuchte die Northwood Boys High. Er startete als Fast Bowler, wechselte jedoch während der Schulzeit zum Spin Bowling.

## Aktive Karriere
In den Saisons 2014/15 und 2015/16 konnte er für die Dolphins überzeugen und nachdem er zu Beginn der Saison 2016/17 in einem Spiel 13 Wickets für 157 Runs erreichte, wurde er in das Nationalteam berufen. Sein Debüt in der Nationalmannschaft gab er im November 2016 bei der Tour in Australien, bei dem ihm 3 Wickets für 56 Runs gelangen. Ebenfalls 3 Wickets (3/86) gelangen ihm kurz darauf gegen Sri Lanka. Zum Ende der Saison bestritt er noch einmal drei Tests in Neuseeland. Hier konnte er im ersten Test 5 Wickets für 95 Runs und im zweiten Test 6 Wickets für 40 Runs erreichen, wofür er als Spieler des Spiels ausgezeichnet wurde. Zum Beginn der neuen Saison absolvierte er in England sein erstes ODI und konnte im zweiten Spiel der Serie 3 Wickets für 25 Runs erzielen. In der Test-Serie konnte er einmal 4 Wickets (4/85) und drei Mal 3 Wickets erreichen (3/21, 3/48 und 3/50).
In der Folge spielte er weiterhin vorwiegend Test-Cricketund konnte sich dort im Team etablieren. In der Saison 2017/18 konnte er zunächst gegen Bangladesch 4 Wickets für 25 Runs erreichen. Kurz darauf erzielte er im Test gegen Simbabwe ein Fife-for über 5 Wickets für 59 Runs. Nach einer schwächeren Tour gegen Indien konnte er im ersten Test gegen Australien ein Fife-for über 5 Wickets für 123 Runs erreichen. Im Juli 2018 reiste er mit dem Team nach Sri Lanka. Im ersten Test erzielte er 4 Wickets für 58 Runs. Im zweiten Spiel der Serie gelangen ihm dann im ersten Innings 9 Wickets für 129 Runs und im zweiten 3 Wickets für 154 Runs und so konnte er mit 12 Wickets sein erstes 10-for in einem Test erreichen. In der Folge hatte er eine schwächere Phase und konnte gegen Sri Lanka im Februar 2019 (3/71) und in Indien im Oktober 2019 (3/189) nur jeweils einmal 3 Wickets erreichen. Erst gegen England im Januar 2019 gelang ihm wieder ein Five-for über 5 Wickets für 180 Runs.
Im ersten Test der Tour gegen Sri Lanka im Dezember 2020 gelang ihm sein erstes Half-Century über 78 Runs. Bei der folgenden Tour in Pakistan konnte er in den beiden Tests drei Mal 3 Wickets erzielen (3/90, 3/90 und 3/118). In der folgenden ODI-Serie erreichte er 3 Wickets für 45 Runs im dritten Spiel. Bei der Tour in den West Indies im Juni 2021 erzielte er im zweiten Test ein Five-for über 5 Wickets für 36 Runs und konnte dabei einen Hattrick erreichen. In Sri Lanka im September 2021 erzielte er nicht nur 3 Wickets für 38 Runs im dritten ODI, sondern absolvierte auch sein erstes Twenty20. Daraufhin wurde er für den ICC Men’s T20 World Cup 2021 nominiert, konnte dort jedoch nicht überzeugen. Zum Abschluss der Saison 2021/22 bei der Tour gegen Bangladesch gelangen ihm in beiden Test jeweils einmal 7 Wickets (7/32 und 7/40) und erreichte im zweiten Spiel auch ein Half-Century über 84 Runs. So wurde er in beiden Spielen als Spieler des Spiels und letztendlich auch der Serie ausgezeichnet. Im Sommer 2022 erhielt er einen Vertrag mit Middlesex für die nationale englische Cricket-Saison.
Im Oktober reiste er mit dem Team zum ICC Men’s T20 World Cup 2022 und konnte dort als beste Leistung 2 Wickets für 27 Runs gegen die Niederlande erreichen, was jedoch nicht zum Sieg reichte und man so das Halbfinale verpasste. Im Januar 2023 gelang ihm bei der Test-Serie in Australien ein Fifty über 53 Runs. Beim zweiten Test der Tour gegen die West Indies im März setzte er zum Jubeln eines erzielten Wickets an, brach aber kurz darauf zusammen. Nachdem bei ihm ein Riss der Achillessehne festgestellt wurde, musste er mehrere Monate aussetzen.